# Équipe de France de hockey subaquatique
L’équipe de France de hockey subaquatique est l’équipe qui représente la France dans les compétitions majeures de hockey subaquatique.

## Historique
La première sélection nationale de hockey subaquatique de la Commission Nationale de Hockey Subaquatique est constituée en 1984 afin de participer aux championnats du monde à Chicago. 

## Résultats de l'équipe de France

### Palmarès
- Championnat du monde:
  - Vainqueur en 1998, 2008, 2013
  - Finaliste en 2000, 2018
  - Troisième en 2002, 2004, 2006

- Championnat d'Europe:
  - Vainqueur en 1993, 1995, 1997, 2005, 2007
  - Finaliste en 1987, 1989, 1991, 1999, 2001, 2003,2019
  - Troisième en 1985